# Osmylus
Osmylus ist eine Gattung der Netzflügler (Neuroptera). Das Areal reicht von Europa bis nach Ostasien.

## Merkmale
Die Membran der Flügel ist bei allen Osmylus-Arten mehr oder weniger stark gefleckt. Die einzelnen Arten sind anhand eidonomischer Merkmale voneinander unterscheidbar.

## Systematik
Die Gattung umfasst ungefähr 20 Arten. In Europa kommen folgende drei Arten vor:
- Osmylus fulvicephalus
- Osmylus elegantissimus
- Osmylus multiguttatus

Die Gattung Osmylus wurde 1802 von Latreille in Histoire naturelle, générale et particuliére, des Crustacés et des Insectes erstbeschrieben.

## Belege
- Herbert Hölzel, Werner Weißmair, Wolfgang Speidel: Insecta: Megaloptera, Neuroptera, Lepidoptera. Süßwasserfauna von Mitteleuropa 15, 16, 17. Spektrum Akademischer Verlag, Heidelberg·Berlin 2002, ISBN 3-8274-1061-4.